# トーマス・クレスティル
トーマス・クレスティル（Thomas Klestil、1932年11月4日 - 2004年7月6日）は、オーストリアの政治家。連邦大統領（在任1992年7月8日 - 2004年7月6日）。
1957年ウィーンで商学博士号を取得した後、オーストリア政府に勤務し、国連大使（1978年 - 1982年）、駐米大使（1982年 - 1987年）、オーストリア外務省事務長（1987年 - 1992年）を経た後、1992年保守派のオーストリア国民党から大統領に当選。同年7月8日クルト・ヴァルトハイム大統領に代わって就任、1998年にも再選された。ただ同じ国民党のヴォルフガング・シュッセル首相との仲は極めて悪かった。2004年7月8日退任予定であったが、7月5日持病の心臓発作のため緊急入院し、翌6日ウィーンの病院で死去した。8日には予定通り、オーストリア社会民主党のハインツ・フィッシャーが就任した。
| 先代 クルト・ヴァルトハイム | 連邦大統領 1992年 - 2004年 | 次代 ハインツ・フィッシャー |